# ريمي والتر
ريمي والتر (بالفرنسية: Rémi Walter)‏ (26 أبريل 1995 في فرنسا - ) هو لاعب كرة قدم فرنسي في مركز الوسط. شارك مع منتخب فرنسا تحت 17 سنة لكرة القدم ومنتخب فرنسا تحت 19 سنة لكرة القدم ومنتخب فرنسا تحت 20 سنة لكرة القدم ومنتخب فرنسا تحت 21 سنة لكرة القدم. أما مع النوادي، فقد لعب مع نادي نانسي ونادي نيس، و يزاول حاليا بنادي يني مالاتياسبور التركي

## وصلات خارجية
- ريمي والتر على موقع الاتحاد الأوربي (الإنجليزية)
- ريمي والتر على موقع اتحاد تركيا (لاعب) (الإنجليزية)
- ريمي والتر على موقع رابطة كرة القدم الفرنسية للمحترفين (الإنجليزية)
- ريمي والتر على موقع الدوري الأمريكي (الإنجليزية)
- ريمي والتر على موقع قاعدة بيانات كرة القدم.إي يو (الإنجليزية)
- ريمي والتر على موقع Soccerway.com (الإنجليزية)
- ريمي والتر على موقع AS.com (الإسبانية)